# Tháp Mười (huyện)
Tháp Mười là một huyện cũ thuộc tỉnh Đồng Tháp, Việt Nam.

## Địa lý
Huyện Tháp Mười nằm ở phía đông của tỉnh Đồng Tháp, có vị trí địa lý:
- Phía đông giáp huyện Cái Bè, tỉnh Tiền Giang và huyện Tân Thạnh, tỉnh Long An
- Phía tây giáp huyện Cao Lãnh
- Phía nam và tây nam giáp huyện Tam Nông
- Phía bắc giáp huyện Tân Hưng, tỉnh Long An.

Huyện có diện tích 535 km², dân số năm 2019 là 131.791 người, mật độ dân số đạt 246 người/km².
Đây cũng là địa phương có dự án Đường cao tốc Hồng Ngự – Trà Vinh (phân đoạn Cao Lãnh – An Hữu) đi qua đang được xây dựng.

## Hành chính
Huyện Tháp Mười có 13 đơn vị hành chính cấp xã trực thuộc gồm thị trấn Mỹ An (huyện lỵ) và 12 xã: Đốc Binh Kiều, Hưng Thạnh, Láng Biển, Mỹ An, Mỹ Đông, Mỹ Hòa, Mỹ Quý, Phú Điền, Tân Kiều, Thạnh Lợi, Thanh Mỹ, Trường Xuân.
| Đơn vị hành chính cấp xã  | Thị trấn Mỹ An | Xã Đốc Binh Kiều | Xã Hưng Thạnh | Xã Láng Biển | Xã Mỹ An | Xã Mỹ Đông | Xã Mỹ Hòa | Xã Mỹ Quí | Xã Phú Đièn | Xã Tân Kiều | Xã Thạnh Lợi | Xã Thanh Mỹ | Xã Trường Xuân |
| ------------------------- | -------------- | ---------------- | ------------- | ------------ | -------- | ---------- | --------- | --------- | ----------- | ----------- | ------------ | ----------- | -------------- |
| Diện tích (km²)           |                |                  |               |              |          |            |           |           |             |             |              |             |                |
| Dân số (người)            |                |                  |               |              |          |            |           |           |             |             |              |             |                |
| Mật độ dân số (người/km²) |                |                  |               |              |          |            |           |           |             |             |              |             |                |
| Số đơn vị hành chính      |                |                  |               |              |          |            |           |           |             |             |              |             |                |

## Lịch sử

### Thời Pháp thuộc
Thời Pháp thuộc, vùng đất Tháp Mười ngày nay thuộc địa bàn quận Cao Lãnh của tỉnh Sa Đéc và quận Cái Bè của tỉnh Mỹ Tho. Trong đó, phần đất thuộc quận Cái Bè (tỉnh Mỹ Tho) ban đầu chiếm phần lớn làng Mỹ Lợi (thuộc tổng Phong Phú) và một phần nhỏ làng Mỹ Đức Tây (thuộc tổng Phong Hòa). Riêng phần đất thuộc quận Cao Lãnh, tỉnh Sa Đéc bao gồm phần lớn địa phận phía bắc làng Mỹ Thọ (thuộc tổng Phong Nẫm), phần lớn địa phận phía bắc làng Phong Mỹ (thuộc tổng Phong Thạnh) và một phần nhỏ địa phận phía bắc làng Mỹ Hội (thuộc tổng Phong Nẫm) lúc bấy giờ.
Ngày 27 tháng 11 năm 1934, chính quyền thực dân Pháp của quận Cái Bè thuộc tỉnh Mỹ Tho cho thành lập làng Mỹ An thuộc tổng Phong Phú trên cơ sở tách đất từ làng Mỹ Lợi.
Ngày 11 tháng 12 năm 1939, thành lập làng Mỹ Trung thuộc tổng Phong Hòa trên cơ sở tách đất từ ba làng Mỹ Đức Tây, Mỹ Lợi và Mỹ An; đồng thời cắt thêm đất từ hai làng Mỹ Lợi và Mỹ Đức Tây cùng nhập vào làng Mỹ An.

### Giai đoạn 1956 - 1975

#### Việt Nam Cộng hòa
Sau năm 1956, các làng gọi là xã. Ngày 17 tháng 2 năm 1956, chính quyền Việt Nam Cộng hòa tách quận Cao Lãnh ra khỏi tỉnh Sa Đéc để nhập vào tỉnh Phong Thạnh mới được thành lập. Lúc này, phần đất vốn trước đây thuộc quận Cái Bè, tỉnh Mỹ Tho cũng được nhập vào tỉnh Phong Thạnh. Đến ngày 22 tháng 10 năm 1956, tỉnh Phong Thạnh lại đổi tên thành tỉnh Kiến Phong.
Năm 1957, quận Mỹ An thuộc tỉnh Kiến Phong được thành lập, có 1 tổng duy nhất là Mỹ An. Quận lỵ đặt tại xã Mỹ An.
Đến ngày 21 tháng 7 năm 1960, quận Mỹ An chia thành 2 tổng là Mỹ Đức và Mỹ Phước.
Từ năm 1965, các tổng mặc nhiên bị giải thể, quận Mỹ An bao gồm 6 xã: Mỹ An, Mỹ Đa, Mỹ Hòa, Mỹ Quý, Thạnh Lợi, Thạnh Mỹ. Trong đó, địa bàn các xã Mỹ An, Mỹ Đa và Thanh Mỹ trước năm 1956 thuộc quận Cái Bè, tỉnh Mỹ Tho cũ; địa bàn các xã Mỹ Hòa, Mỹ Quý, Thạnh Lợi trước đó thuộc quận Cao Lãnh, tỉnh Sa Đéc. Quận Mỹ An thuộc tỉnh Kiến Phong cho đến năm 1975. Riêng phần đất phía bắc xã Phong Mỹ lúc bấy giờ vẫn còn thuộc tổng Phong Thạnh, quận Cao Lãnh như cũ.
Ngày 12 tháng 7 năm 1974, chính quyền Việt Nam Cộng hòa lập quận mới có tên là quận Hậu Mỹ thuộc tỉnh Định Tường (trước năm 1956 là tỉnh Mỹ Tho). Lúc này, xã Mỹ Đa thuộc quận Mỹ An của tỉnh Kiến Phong được giao về cho quận Hậu Mỹ của tỉnh Định Tường quản lý. Các đơn vị hành chính của quận Hậu Mỹ chưa sắp xếp xong thì chính quyền Việt Nam Cộng hòa sụp đổ vào ngày 30 tháng 4 năm 1975.

#### Chính quyền Cách mạng
Chính quyền Mặt trận Dân tộc Giải phóng Miền Nam Việt Nam và sau này là Chính phủ Cách mạng lâm thời Cộng hòa Miền Nam Việt Nam cũng phân chia, sắp xếp lại các đơn vị hành chính trong tỉnh như bên chính quyền Việt Nam Cộng hòa. Cuối năm 1956, chính quyền Cách mạng thành lập tỉnh Kiến Phong, đến năm 1957 cũng lập thêm huyện Mỹ An thuộc tỉnh Kiến Phong có địa giới hành chính trùng với sự sắp xếp của phía chính quyền Việt Nam Cộng hòa.
Tháng 5 năm 1974, Trung ương Cục miền Nam quyết định giải thể các tỉnh Kiến Phong và An Giang để tái lập các tỉnh Long Châu Tiền và tỉnh Sa Đéc. Lúc này, huyện Mỹ An trực thuộc tỉnh Sa Đéc cho đến đầu năm 1976.

### Từ năm 1976 đến nay
Năm 1976, huyện Mỹ An bị giải thể, sáp nhập trở lại vào địa bàn huyện Cao Lãnh, trong đó có cả phần đất các xã Mỹ An và Thạnh Mỹ vốn thuộc tỉnh Mỹ Tho trước năm 1956.
Tháng 2 năm 1976, huyện Cao Lãnh thuộc tỉnh Đồng Tháp.
Ngày 05 tháng 1 năm 1981, Hội đồng Chính phủ ban hành Quyết định số 4-CP như sau:
1. Chia huyện Cao Lãnh thành hai huyện lấy tên là huyện Cao Lãnh và huyện Tháp Mười
2. Huyện Tháp Mười gồm có các xã Đốc Binh Kiều, Hưng Thạnh, Mỹ An, Mỹ Đông, Mỹ Hòa, Mỹ Quý, Thanh Mỹ, Trường Xuân. Trụ sở huyện đóng tại xã Mỹ An.

Ngày 06 tháng 3 năm 1984, Hội đồng Bộ trưởng ban hành Quyết định số 36-HĐBT về việc phân vạch địa giới một số xã thuộc tỉnh Đồng Tháp. Theo đó, giải thể 4 xã Mỹ Hòa, Đốc Binh Kiều, Mỹ An, Thanh Mỹ để thành lập 6 xã và một thị trấn mới là xã Mỹ Hòa, Tân Kiều, Đốc Binh Kiều, Phú Điền, Thanh Mỹ, Mỹ An và thị trấn Mỹ An.
Năm 1994, thành lập một xã mới lấy tên là xã Láng Biển.
Ngày 23 tháng 9 năm 1997, Chính phủ Việt Nam ban hành Nghị định số 100/1997/NĐ-CP về việc thành lập xã Thạnh Lợi thuộc huyện Tháp Mười trên cơ sở 4.268 ha diện tích tự nhiên và 3.310 người của xã Hưng Thạnh.
Ngày 1 tháng 10 năm 2010, Bộ Xây dựng ban hành Quyết định 887/QĐ-BXD về việc công nhận thị trấn Mỹ An là đô thị loại IV.

## Kinh tế - xã hội
Đồng Tháp Mười là vựa lúa lớn nhất cả nước, chủ yếu phục vụ mục đích xuất khẩu sang các nước Đông Nam Á và châu Phi.

## Văn học
Câu ca dao (được cho là của Bảo Định Giang) mà người ta thường nhắc đến mỗi khi nói đến Tháp Mười.
Tháp Mười đẹp nhất bông sen,
Việt Nam đẹp nhất có tên Bác Hồ.

## Hình ảnh

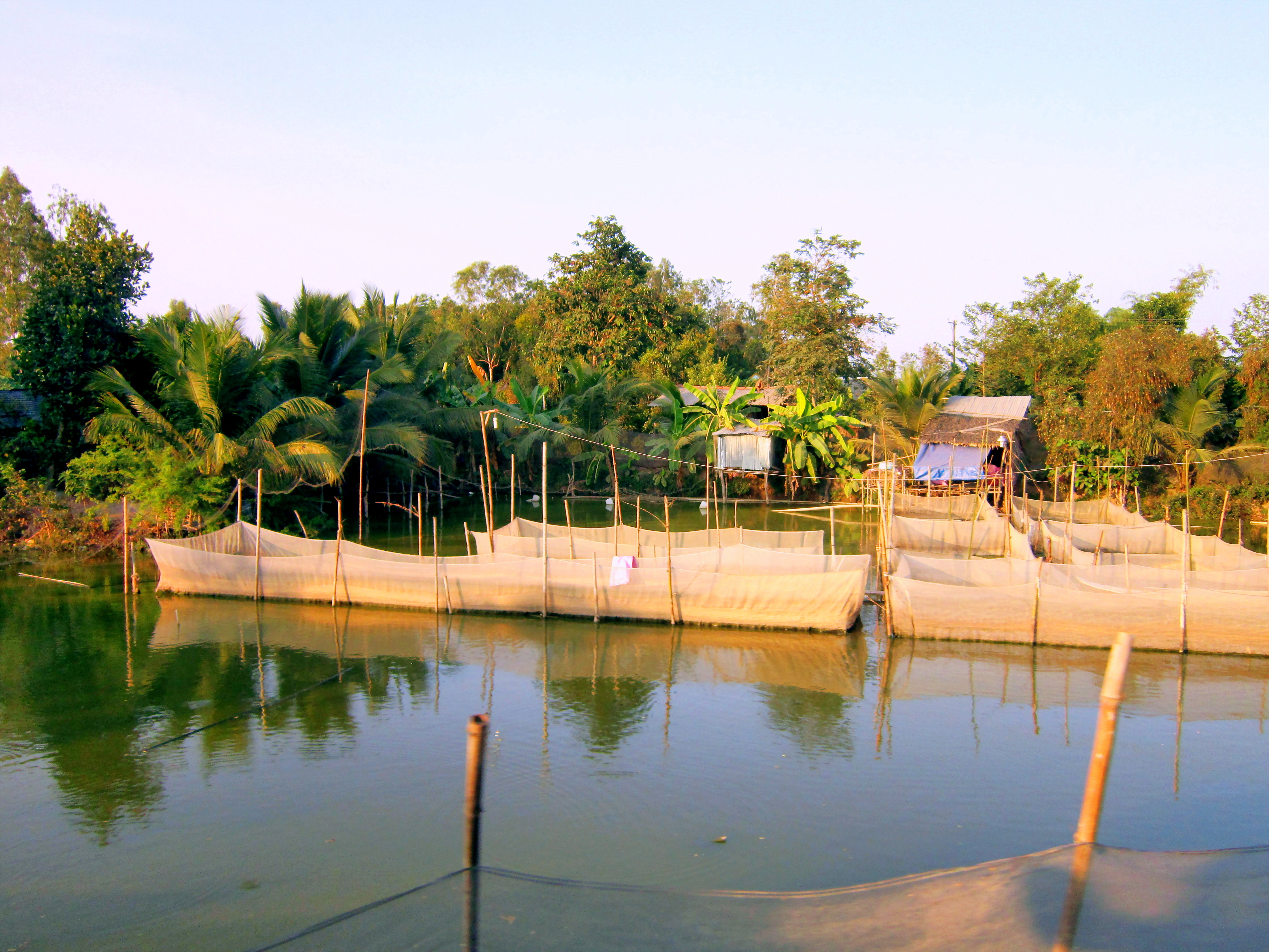
Một cơ sở sản xuất cá giống ở xã Đốc Binh Kiều.
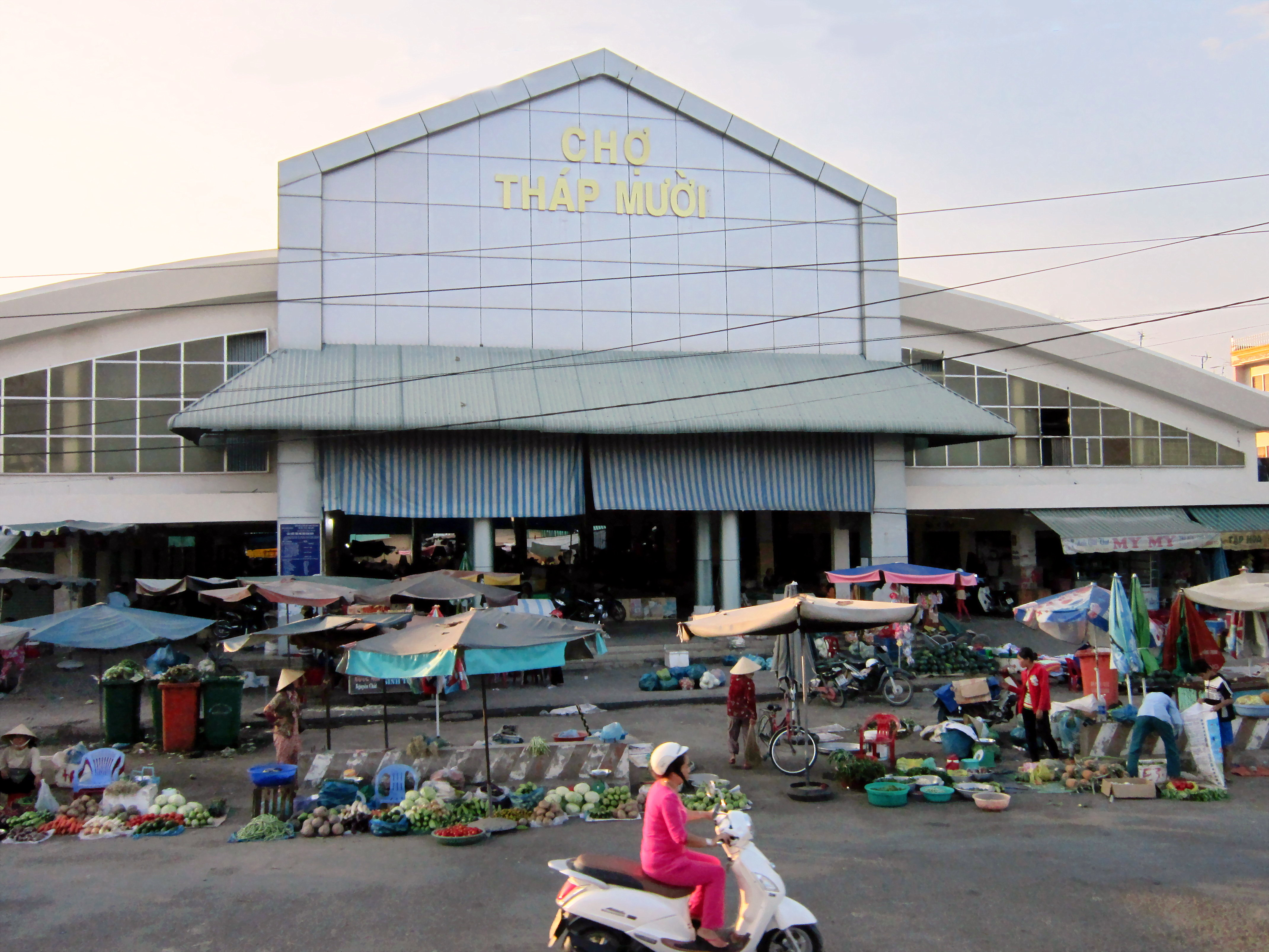
Chợ Tháp Mười ở thị trấn Mỹ An.
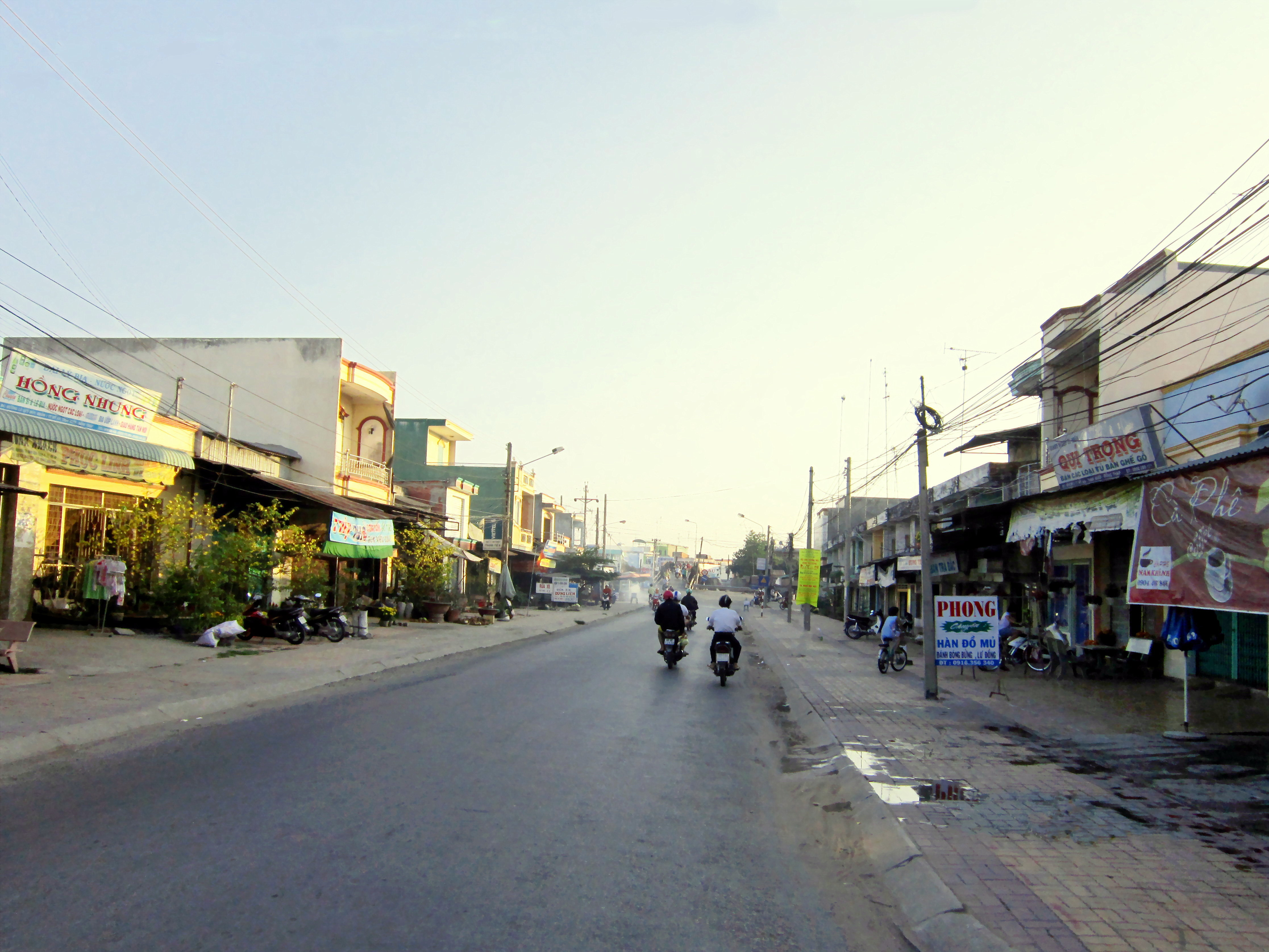
Một đường phố ở thị trấn Mỹ An.